# Allium proponticum
Allium proponticum är en amaryllisväxtart som beskrevs av William Thomas Stearn och Neriman Özhatay. Allium proponticum ingår i släktet lökar, och familjen amaryllisväxter.

## Underarter
Arten delas in i följande underarter:
- A. p. parviflorum
- A. p. proponticum